# Даника Макелар
Даника Mej Макелар (енгл. Danica Mae McKellar; рођена 3. јануара 1975. године у Сан Дијегу, Калифорнија) је америчка глумица и заговорник математичког образовања. Позната је по улози девојчице Вини Купер у ТВ серији Чудесне године која се емитовала у периоду 1988—1993. године. Аутор је два бестселера који су замишљени да помогну девојчицама у средњошколском узрасту да лакше науче математику.